# اکبر ناظمی
اکبر ناظمی (زادهٔ ۱۳۲۹) عکاس و فیلمساز اهل ایران است که بیش از هر چیز، به خاطر عکس‌هایی که از انقلاب اسلامی ایران گرفته‌است مشهور است.
ناظمی بالغ بر ۴۰۰۰ عکس و ساعت‌ها فیلم از انقلاب ایران تهیه کرده‌است که در نمایشگاه‌های متعددی در کشورهای مختلف نمایش یافته‌اند و در قالب آثار چاپی نیز منتشر شده‌اند. وی همچنین فیلم‌های مستندی ساخته که برخی برندهٔ جوایزی نیز شده‌اند.

## زندگی‌نامه
اکبر ناظمی در سال ۱۳۲۹ ه‍.خ در تهران به دنیا آمد. بین سال‌های ۱۳۵۳ تا ۱۳۵۷ او در مدرسهٔ هنری وین در اتریش و آکادمی هنر دوسلدورف در آلمان تحصیل کرد. با شروع انقلاب اسلامی ایران در سال ۱۳۵۷ او از طریق گذرگاه مرزی بازرگان به ایران بازگشت.

### عکاسی از انقلاب اسلامی ایران و جنگ ایران و عراق
ناظمی بین سال‌های ۱۳۵۸ تا ۱۳۶۸ در ایران می‌زیست و در این دوره از دو رویداد مهم عکس و فیلم ثبت کرد: انقلاب اسلامی ایران (۱۳۵۷) و جنگ ایران و عراق (۱۳۵۹–۱۳۶۷). گفته می‌شود که وی از انقلاب ایران بیش از ۴٬۰۰۰ عکس رنگی (بنا به روایتی، بالغ بر ۶٬۰۰۰ عکس) و ده‌ها ساعت فیلم تهیه کرد. ناظمی بابت عکس‌هایی که از انقلاب ایران گرفته شناخته شده‌است. تظاهرات مردمی، ورود روح‌الله خمینی به ایران، مردمی که در فرودگاه مهرآباد منتظر ورود وی به ایران بودند، سخنرانی روح‌الله خمینی در بهشت زهرا، جنازه‌های جانباختگان انقلاب در سردخانه‌ها، قیام‌های گوناگون در دانشگاه تهران، دیوارنوشته‌ها و شعارهای دیواری، و مردم منتظر در صف نفت از جمله موضوعات این عکس‌ها هستند. او گفته که از آنجا که در آن زمان فیلم عکس رنگی گران بوده، مجبور شده که از باقی‌ماندهٔ فیلم‌های رفقای فیلمسازش برای عکاسی استفاده کند. همچنین، از آنجا که در زمان انقلاب، مردم نسبت به عکاسان مشکوک بودند و آن‌ها را وابسته به نهادهای امنیتی می‌دانستند، و نیروهای امنیتی نیز به عکاسان مستقل اجازهٔ عکاسی نمی‌دادند، نظامی مجبور بود که از روش‌های خلاق برای تهیه و حفظ عکس‌هایش استفاده کند؛ مثلاً فیلم عکس‌ها را در درز دیوار پنهان کند یا لباس مستخدمان را بپوشد تا معلوم نشود که مشغول عکاسی است.

### مهاجرت از ایران
در سال ۱۳۶۸ ناظمی از ایران به کانادا مهاجرت کرد و در ونکوور ساکن شد. در کانادا نیز وی ۶۰ برنامهٔ تلویزیونی و ۶ فیلم مستند کارگردانی و تهیه کرد. ناظمی گفته‌است که اصل عکس‌هایی که از انقلاب ایران گرفته را در کانادا نگهداری می‌کند.

## آثار و فعالیت‌ها
تصاویری که ناظمی از انقلاب ایران ثبت کرد، در نمایشگاه‌هایی در کشورهای مختلف، از جمله ایران، آلمان، کانادا و آمریکا به نمایش درآمده‌اند. از جملهٔ رویدادهایی که آثار ناظمی در آن به نمایش درآمده می‌توان به نمایشگاه «انقلاب به روایت ناظمی» در گالری بهزاد و خانه عکاسان ایران در سال ۱۳۸۴ و نمایشگاه عکس انقلاب در سازمان تبلیغات اسلامی در سال ۱۳۸۷ اشاره کرد.
ناظمی اولین بار بخشی از عکس‌هایش از انقلاب ایران را در کانادا منتشر کرد. بعدها در سال ۱۳۹۴ گفته شد که بناست مجموعه‌ای کامل‌تر از این عکس‌ها به سه زبان فارسی، انگلیسی و عربی منتشر شود. اولین انتشار مجموعه‌ای از این تصاویر به صورت چاپی در ایران زمانی رخ داد که ناظمی منتخبی از عکس‌هایی که از انقلاب ایران گرفته بود و در مرکزی با عنوان «آرشیو بزرگ عکس و فیلم انقلاب اسلامی» گردآوری شده بود، در کتابی با عنوان «انقلاب به روایت عکس‌های اکبر ناظمی» منتشر کرد. اولین انتشار این اثر چاپی در ایران، سه دهه پس از ثبت تصاویر، در سال ۱۳۸۸ رخ داد. این کتاب که توسط انتشارات سورهٔ مهر منتشر شد، تحت ممیزی قرار گرفته بود و برخی از آثار ناظمی از این مجموعه حذف شده بود. مجموعهٔ نهایی تنها شامل ۱۶۰ تصویر بود که به گفتهٔ ناظمی در فاصلهٔ خرداد تا ۲۲ بهمن ۱۳۵۷ ثبت شده بودند. سورهٔ مهر بعداً این عکس‌ها را به صورت یک مجموعهٔ چهارجلدی نیز منتشر کرد که هر جلد آن به یک موضوع اختصاص داشت: زنان، کودکان و نوجوانان، انقلاب، و شعارها و دیوارنوشته‌ها. این مجموعه در بیست و چهارمین نمایشگاه کتاب تهران در سال ۱۳۹۰ ه‍.خ رونمایی شد.
پس از مهاجرت از ایران به کانادا، ناظمی به صورت مستقل به تولید فیلم‌های مستند پرداخت. فیلم مستند دلباختگان پنهان (۲۰۰۸ م) با موضوع مراسم سوگواری برای حسین بن علی، و فیلم مستند صورت‌های ابریشمی (۲۰۱۴ م) با موضوع کودکانی که در آتش‌سوزی مدرسه درودزن دچار سوختگی شدید شدند از جملهٔ آثار وی در این دوره‌اند. فیلم‌های مستند شهید، چال هرز، راه حل نهایی و روزهای هیستینگ و پویانمایی کوتاه پرواز نیز از دیگر آثار وی هستند.
از دیگر آثار ناظمی می‌توان به مصاحبه‌ای تصویری با محمدرضا شجریان اشاره کرد که در سال ۱۳۶۲ ضبط شد اما تا سال ۱۳۹۹ منتشر نشد. به گفتهٔ بی‌بی‌سی فارسی این اثر، یکی از معدود مصاحبه‌های تصویری با شجریان در دههٔ ۱۳۶۰ شمسی (اندکی پس از انقلاب اسلامی ایران) است.
ناظمی همچنین در زمینهٔ آموزش عکاسی و فیلمسازی نیز فعالیت می‌کند و از جمله، در کلاس‌های فیلمسازی مسعود کیمیایی به عنوان مدرس شرکت کرده‌است.

## افتخارات
ناظمی از نخستین دریافت‌کنندگان جایزه عکاسی فرهنگی در ایران است.
مستند دلباختگان پنهان در هفتمین جشنواره فیلم کوتاه میامی (۲۰۰۸ م.) برندهٔ جایزهٔ ویژهٔ هیئت داوران شد. این فیلم در کنار فیلم یازده شاخه رز از پدرام گشتاسب‌پور یکی از دو نمایندهٔ ایران در آن جشنواره بود. این فیلم یک سال بعد در جشنواره بین‌المللی فیلم تورنتو (۲۰۰۹) نیز در فهرست ۲۰ فیلم برتر بخش مستند قرار گرفت، و به جشنواره‌ای در شیکاگو نیز راه یافت.
یکسال بعد، پویانمایی کوتاه پرواز (۲۰۰۹ م) نیز به هشتمین جشنواره فیلم کوتاه میامی راه یافت و یکی از پنج فیلمی بود که به مرحلهٔ مسابقه رسید.
مستند صورت‌های ابریشمی در سی و دومین جشنواره فیلم فجر جزء فیلم‌های منتخب در بخش مستند بود.

## یادداشت
1. ↑  Unseen Devotion